# 토도르 베셀리노비치
토도르 "토자" 베셀리노비치(세르비아어: Тодор "Тоза" Веселиновић [tôdor ʋeselǐːnoʋitɕ]; 1930년 10월 22일, 보이보디나 주 노비 사드 ~ 2017년 5월 17일, 아티키 주 아테네)는 세르비아의 전 축구 선수이자 감독이다. 그는 유고슬라비아 역사상 손꼽히는 골 결정력을 자랑한 골잡이였다. 그는 1954년 월드컵에 참가한 유고슬라비아 선수단의 선수들 중 가장 나중까지 생환했다.

## 경력

### 축구 경력
국가대항전에서, 그는 37번의 경기에 출전해 28골을 기록했다. 그는 1954년 월드컵과 1958년 월드컵에 참가했는데, 후자의 대회에서는 3골을 기록했다. 그는 자국 및 해외 무대의 다수 구단들을 전전했다. 그는 구 유고슬라비아 연방의 정상급 스트라이커로 우뚝 섰다. 그는 유고슬라비아 1부 리그 득점왕을 4번 거머쥐었다. 그는 보이보디나에서 비공식 경기를 포함해 586번의 경기에 득점했다. 그는 1956년 하계 올림픽에서 은메달을 목에 걸기도 했다.

### 감독 경력
그는 이후 감독이 되어 콜롬비아의 인데펜디엔테 산타 페, 그리스의 올림피아코스, 그리고 튀르키예의 페네르바흐체를 포함해 다수의 구단들을 지도했다. 그는 페네르바흐체 소속으로 2번 튀르키예 리그 우승을 거두었다.(1985년과 1989년)
그는 유고슬라비아 선수단을 이끌고 프랑스에서 열린 유로 1984에도 참가했지만, 세 경기를 모두 패했다. 베셀리노비치의 유고슬라비아 국가대표팀 임기에 선수단은 없는 선수들을 몇몇 선수들로 대체해 나가면서 수시로 바뀌었다. 그는 2년 가까운 임기에 60명 가까이 되는 선수들을 기용했다.